# Entente Cordiale

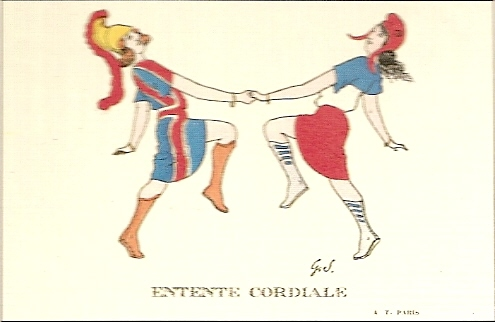
Una postal francesa de 1904 que muestra a Britania y Marianne bailando juntas, simbolizando la nueva cooperación entre las dos naciones

Entente cordiale (del francés: entendimiento cordial) es la denominación de un tratado de no agresión y regulación de la expansión colonial entre el Reino Unido y Francia el 8 de abril de 1904, ratificado mediante una serie de acuerdos firmados posteriormente. Más allá de la preocupación inmediata por la expansión colonial incluida en el tratado, la firma de la Entente Cordiale marcó el fin de siglos de conflictos intermitentes entre ambas naciones y el inicio de una coexistencia pacífica que continúa en el presente.
La expresión Entente cordiale aparece utilizada por Guizot en 1830 y poco después de la proclamación de Luis Felipe de Orleans como rey de los franceses (1830-1848). Una primera entente cordiale entre Francia y el Reino Unido fue llevada a buen término con el hecho de las dos visitas de la reina Victoria con el soberano francés en 1843 y 1845, en el castillo de Eu, en Normandía. Bajo la Tercera República, una nueva aproximación se hizo entre ambos países bajo el mismo nombre.
Este tratado fue la base para la formación de un sistema de alianzas entre el Reino Unido y Francia (a los que se sumarían Rusia y más tarde Estados Unidos) durante la I Guerra Mundial, que se conoce como Triple Entente.

## Contenido
La Entente de 1904 no era una alianza militar, sino un acuerdo para disminuir tensiones, ante el auge naval y militar de la Alemania de Guillermo II. Los primeros artículos establecían el respeto mutuo a las zonas de influencia de los británicos en Egipto y de los franceses en Marruecos, afirmando también el derecho de libre comercio y de paso por el Canal de Suez y el Estrecho de Gibraltar.
Además, se modificaron las fronteras británicas en Nigeria a favor de Francia, a cambio de su renuncia a los derechos pesqueros en Terranova, se delimitaron las fronteras coloniales de Siam (actual Tailandia), se arreglaron las rivalidades entre colonos británicos y franceses en las Nuevas Hébridas (actual Vanuatu) y se cedieron las Islas de Los a la Guinea francesa.

## Centenario
El centenario de la Entente Cordiale, en 2004, estuvo marcado por un gran número de actos oficiales, incluyendo una visita de Estado por parte de la reina Isabel II y el duque de Edimburgo a Francia en abril y la visita por parte del presidente Jacques Chirac al Reino Unido en noviembre.
https://research.digiroads.in/report/france-food-service-market/
En dicha ocasión, las tropas británicas marcharon por primera vez en el desfile del Día de la Bastilla, con los Red Arrows volando en el cielo parisino.